# The Walt Disney Company India
The Walt Disney Company India. também conhecida como Disney India é uma subsidiária Indiana da The Walt Disney Company.

## História
A Walt Disney Inditambém conhecida com em agosto de 1993  um contrato de licenciamento como uma joint venture entre a The Walt Disney Company e a  Modi Enterprises. A Disney entrou com uma ação em outubro de 2001 com o Foreign Investment Promotion Board para criar uma subsidiária integral para lançar o Disney Channel na Índia. O Departamento de Política Industrial e Promoção concedeu à Disney uma aprovação inicial para a subsidiária, mas a Modi protestou por causa de semelhanças com sua joint venture. Quando o contrato de licenciamento de 10 anos terminou, a Modi ea Disney não puderam chegar a um novo acordo, terminando assim o contrato de joint venture em agosto de 2003.
A Walt Disney Television International (Ásia-Pacífico) assumiu a distribuição de conteúdo em setembro de 2003 via STAR Movies, AXN e HBO mais 29 horas de programas infantis por semana via DD Metro , Eenadu, SET, Star Plus e Star World.